# Leonora addio
Pour plus de détails, voir Fiche technique et Distribution.
Leonora addio est un film dramatique italien écrit et réalisé par Paolo Taviani  et présenté en février 2022 à la Berlinale où il remporte le prix FIPRESCI.

## Synopsis
À Brooklyn, trois enterrements surréalistes sont mêlés par le meurtre d'un garçon immigré d'origine sicilienne.

## Fiche technique
- Titre : Leonora addio
- Réalisation : Paolo Taviani
- Scénario : Paolo Taviani

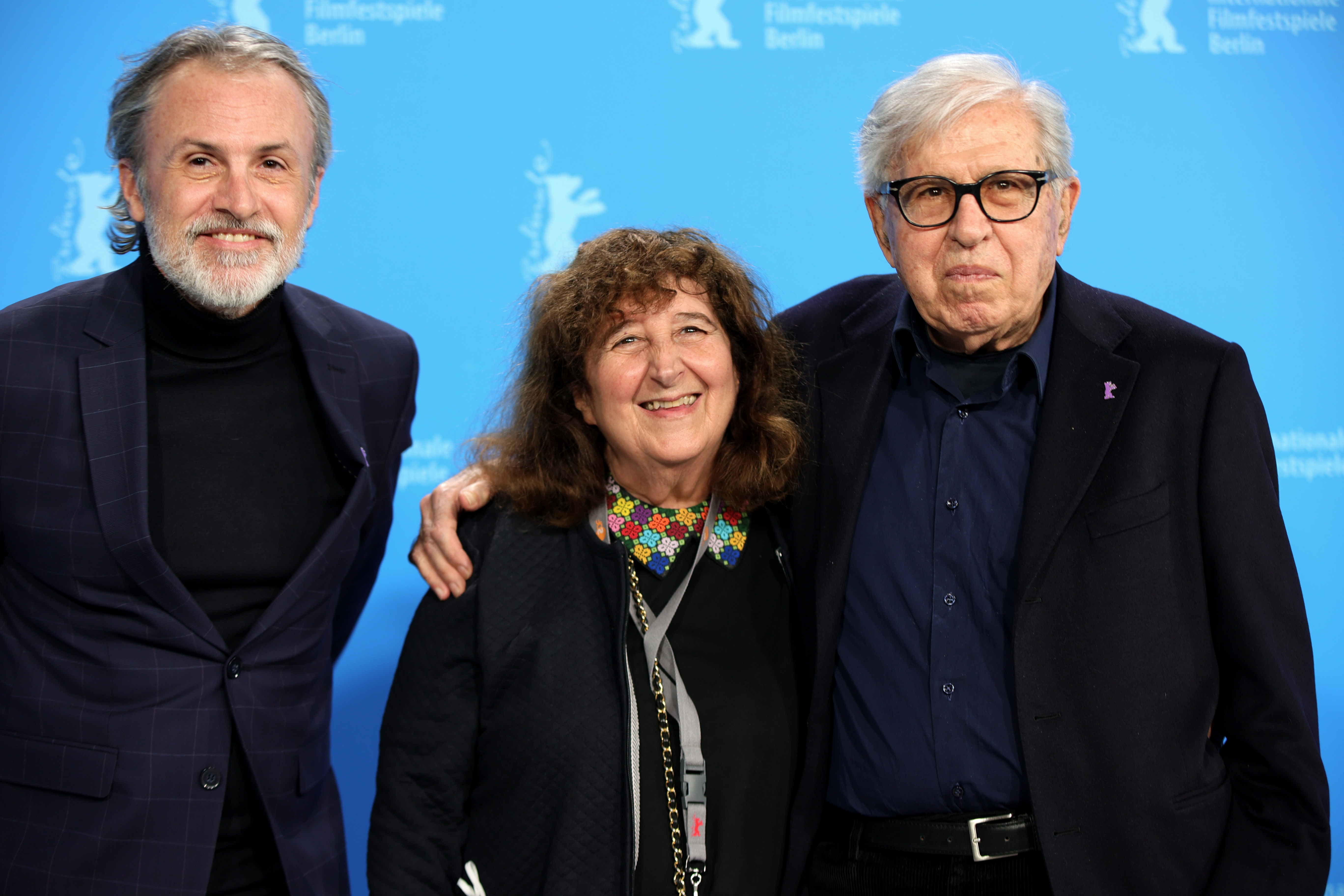
Fabrizio Ferracane, Donatella Palermo et Paolo Taviani à la Berlinale 2022

- Photographie : Paolo Carnera, Simone Zampagni
- Montage :
- Musique : Nicola Piovani
- Pays d'origine : Italie
- Langue originale : italien
- Format : couleur
- Genre : drame
- Durée :
- Dates de sortie :
  - Allemagne : février 2022 (Berlinale 2022)

## Distribution
- Nathalie Rapti Gomez :
- Fabrizio Ferracane :
- Claudio Bigagli : Vescovo / Bishop
- Massimo Popolizio :
- Freddy Drabble : Policeman Nick
- Francis Pardeilhan :
- Michael Schermi : Nick
- Sinne Mutsaers : Donna Borghese
- Federico Tocci : Turiddu
- Giulio Pampiglione :
- Matteo Pittiruti : Bastianeddu
- Achille Marciano : Stefano Pirandello
- Martina Catalfamo : Lietta Pirandello
- Francesco Cristiano Russo : Mimo siciliano
- Dora Becker : Vs. Betty
- Edoardo Strano : Studente Universitario
- Luca Ghillino : Benito Mussolini
- Stefano Starna : Fascist Minister
- Ivan Giambirtone : Capitano

## Distinctions

### Sélections
- Berlinale 2022 : en compétition officielle

### Prix
- Prix FIPRESCI de la Berlinale 2022